# Batalla del río Bach Dang
La llamada primera batalla del río Bang Dang sucedió en 938, entre las fuerzas vietnamitas de Ngo Quyen y las fuerzas chinas comandadas por Liu Yan y Liu Hongcao. Sucedió cerca de la bahía de Ha-Long, en el norte de Vietnam.
En 931 el héroe vietnamita Duong Dihnh Nghe se rebeló contra el poder chino, enfrentando al general Liu Yan en 937 y formaron el «ejército de Jiao» para conseguir la independencia.
El recién nombrado gobernador Liu Hongcao decidió parar la rebelión, para lo que marchó con un ejército de cuatrocientos mil hombres a Giao llegando al delta del río Rojo. El nuevo líder rebelde Ngo Quyen esperó el avance del enemigo, concentrando una fuerza de cuatrocientos mil hombres, ya que tenía el apoyo local deseoso de la independencia y el fin de los impuestos chinos. Las fuerzas chinas fueron emboscadas en las llamadas "Puertas del Mar" y obligadas a volver a Cantón.
En la batalla murieron seis mil chinos y 400 de los barcos en que cruzaban el río se perdieron, los locales perdieron poco más de cuatro mil hombres.
En 939 Ngo Quyen fue nombrado rey de Vietnam, acabando así con el dominio chino de más de un milenio. Estableció su capital en Co Loa con un gobierno centralizado al estilo chino.